# Andrei Chivulete
Andrei Florin Chivulete (Boekarest, 18 november 1986) is een Roemeens voetbalscheidsrechter. Hij is in dienst van FIFA en UEFA sinds 2021. Ook leidt hij sinds 2010 wedstrijden in de Liga 1.
Op 22 mei 2010 leidde Chivulete zijn eerste wedstrijd in de Roemeense nationale competitie. Tijdens het duel tussen Astra Ploieşti en Gaz Metan Mediaș (0–0) trok de leidsman tweemaal de gele kaart. In Europees verband debuteerde hij op 13 juli 2021 tijdens een wedstrijd tussen Newtown en Dundalk in de eerste voorronde van de UEFA Europa Conference League; het eindigde in 0–1 en Chivulete gaf vijfmaal een gele kaart. Zijn eerste interland floot hij op 22 maart 2023, toen Ierland met 3–2 won van Letland. Namens de thuisploeg scoorden Callum O'Dowda, Evan Ferguson en Chiedozie Ogbene, terwijl Roberts Uldriķis en Artūrs Zjuzins aan de andere kant voor de doelpunten zorgden. Tijdens deze wedstrijd toonde Chivulete alleen aan de Let Andrejs Cigaņiks een gele kaart.

## Interlands
| Datum         | Plaats             | Wedstrijd           | Uitslag | Competitie        | Kreeg geel | Kreeg voor de tweede keer geel en dus rood | Weggestuurd |
| ------------- | ------------------ | ------------------- | ------- | ----------------- | ---------- | ------------------------------------------ | ----------- |
| 22 maart 2023 | Dublin, Ierland    | Ierland – Letland   | 3 – 2   | Vriendschappelijk | 1          | 0                                          | 0           |
| 11 juni 2024  | Chișinău, Moldavië | Moldavië – Oekraïne | 0 – 4   | Vriendschappelijk | 2          | 0                                          | 0           |

Laatst bijgewerkt op 28 juni 2024.